# مبسط

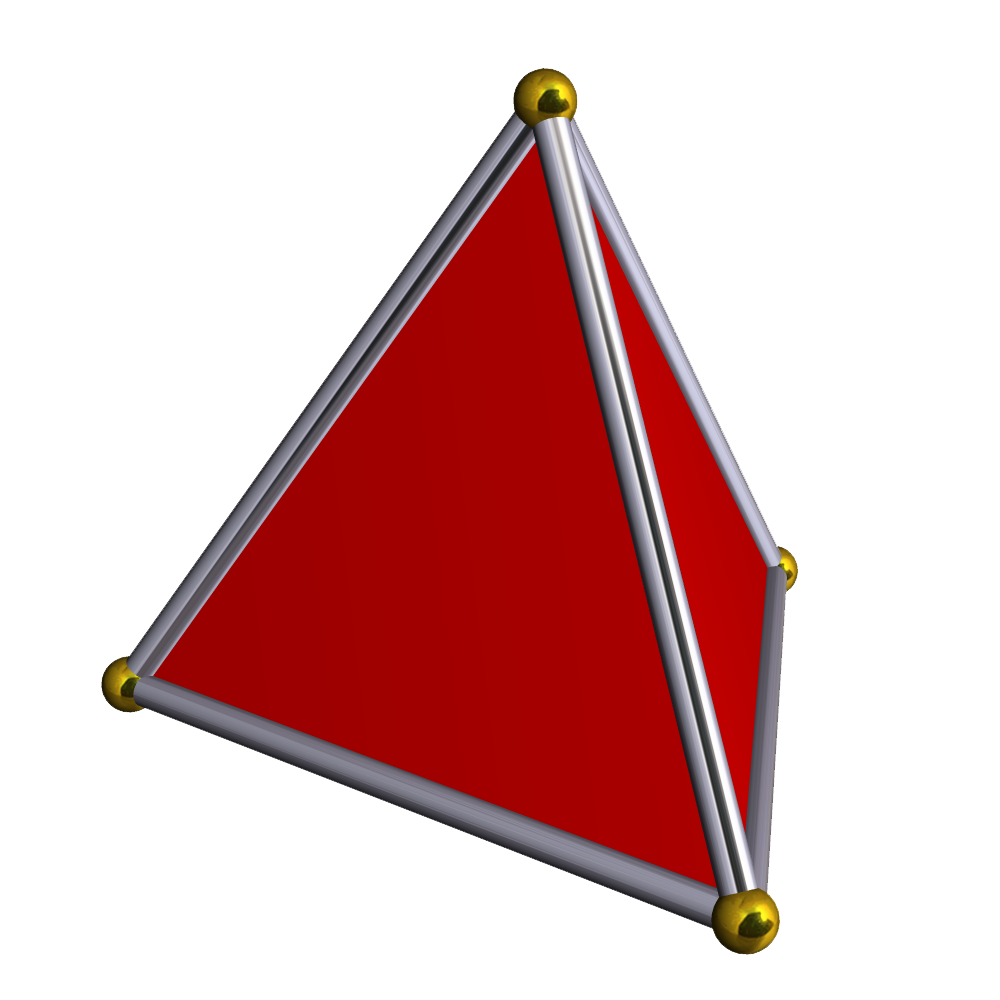
مبسّط الفراغ الثلاثي الأبعاد هو رباعي الوجوه.

المبسَّط أبسط الأشكال الهندسية (منطقة محددة) في الفراغ الإقليدي. وهو تعميم لمفهوم المثلث ورباعي الوجوه إلى الأبعاد العُليا.

## أدنى المبسطات
- في فراغ لا أبعاد له (صفري الأبعاد 0)، المبسط نقطة.
- في فراغ ذي بُعدٍ أَحَدٍ (أحادي الأبعاد 1)، خط مستقيم.
- في فراغ ذي بُعدَين (ثنائي الأبعاد 2)، مثلث منتظم.
- في فراغ ذي ثلاثة أبعاد (ثلاثي الأبعاد 3)، رباعي الوجوه (هرم مثلث منتظم).[5] إلخ لكل الأبعاد بعد ذلك.